# بوپیندولول
بوپیندولول (انگلیسی: Bopindolol) یک مسدودکننده بتا است. این یک استری است که به عنوان یک پیش‌دارو برای متابولیت فعال آن ۴-(۳-ترشری-بوتیل‌آمینو-۲-هیدروکسی‌پروپوکسی)-۲-متیلنیدول عمل می‌کند.